# Сулак (платформа)
Сулак — остановочный пункт Северо-Кавказской железной дороги в Дагестане.
Располагается на линии Гудермес — Махачкала II - Порт, в поселке Новый Сулак.